# Surviving Mars
Surviving Mars is een stedenbouwsimulatiespel ontwikkeld door Haemimont Games. Het spel wordt uitgegeven door Paradox Interactive en kwam op 15 maart 2018 uit voor Linux, macOS, PlayStation 4, Windows en Xbox One.
In Surviving Mars probeert de speler een ruimtekolonie op Mars te stichten en laten floreren. De kolonisten kunnen enkel overleven in geodetische koepels met een geschikte atmosfeer, die de speler kan vullen met gebouwen (zoals huizen, boerderijen, ziekenhuizen en uitgaansgelegenheden). De grondstoffen om te overleven op Mars, zoals water, zuurstof en stroom, moeten buiten deze koepels worden geproduceerd om de kolonisten levend te houden.

## Ontvangst
| Recensiescore       | Recensiescore |
| Recensieverzamelaar | Score         |
| ------------------- | ------------- |
| Metacritic          | 79/100        |
| Publicist           | Score         |
| Gamer.nl            | 7,5/10        |
| PC Gamer (VS)       | 80/100        |
| Power Unlimited     | 78/100        |

Surviving Mars kreeg over het algemeen positieve recensies, de score van recensieverzamelaar Metacritic stond na een dag op 79 uit 100. Gamer.nl vermeldde in een recensie dat het spel in grote lijnen geen tekortkomingen heeft, maar dat het spel soms tempo verliest en onduidelijk is door gebrek aan doelen. Eurogamer prees het spel om zijn uitdagende gameplay.